# 拍拖報
拍拖報，是報販售賣報紙的銷售策略之一。在1970年代至1980年代，香港報販在黃昏時段，將早上賣餘的報紙兩份兩份地配對，捆綁銷售。例如星島日報配今夜報，大公報配華僑日報等，都是賣5元。讀者拆開只買一份報紙，也要付款5元。
拍拖報的出現反映香港報紙規矩，即日鮮，無過夜，不賣舊報紙，報紙無回收，或回退比「拍拖報」不化算。

## 外部參考
- 集睇回憶 - 依家拍拖報冇人要